# 因河地区奥尔特
因河地区奥尔特是奥地利上奥地利州因克赖斯地区里德县的一个市镇。总面积11平方公里，总人口1213人，人口密度110.3人/平方公里（2005年）。